# Esmé Louise James
Dra. Esmé Louise James (6 de janeiro de 1997) é uma historiadora do sexo, autora, jornalista e usuária do TikTok, australiana nascida na Grã-Bretanha, conhecida por Kinky History, uma série de vídeos educacionais e podcasts online sobre a história da sexualidade humana, bem como por um livro de não ficção com o mesmo nome, lançado na Austrália e na Nova Zelândia em outubro de 2023. Os direitos mundiais em inglês foram vendidos para a TarcherPerigee e publicados nos Estados Unidos em junho de 2024.
James escreveu para veículos como Archer, The Sydney Morning Herald e The Conversation, tendo sido indicada ao prêmio Walkley por seu trabalho neste último. James mora em Melbourne, Austrália.

## Carreira

### Online
Desde que entrou no TikTok em 2020, James conquistou cerca de 2,5 milhões de seguidores na plataforma em fevereiro de 2023.
James é mais conhecida por sua série TikTok Kinky History, na qual ela explica e corrige equívocos sobre a sexualidade humana histórica, com tópicos que incluem as raízes históricas de kink, pornografia, brinquedos sexuais, fetiches, sexo oral e ISTs. Ela criou a série em 2020, depois de ver no TikTok a série de história da arte de um amigo da universidade e querer discutir a pesquisa que ela havia feito para sua tese de doutorado. A série rapidamente ganhou força, com o segundo vídeo da série ultrapassando 1 milhão de visualizações em um dia. Em setembro de 2022, ela foi classificada entre os 1% melhores criadores globais do TikTok, com base em métricas de curtidas, compartilhamentos, comentários e contagens totais de visualizações. Em fevereiro de 2023, seu canal do TikTok havia alcançado 2,5 milhões de seguidores.
No início de 2022, James e sua mãe, Susan James, anunciaram uma nova série documental exclusiva do TikTok intitulada SexTistics, que se concentraria na pesquisa estatística de gênero, identidade e sexualidade na Austrália moderna e foi financiada pelo TikTok, Screen Australia e NZ On Air como parte de sua iniciativa de financiamento conjunta "Every Voice".
Em agosto de 2022, James deu uma palestra no TEDxSydney intitulada "Writing kinky sex back into the history pages" (lit.  "Escrevendo o sexo pervertido de volta às páginas da história"). Mais tarde, no mesmo ano, ela foi indicada no 12º AACTA Awards para o prêmio Audience Choice de Melhor Criador Digital. Ela foi indicada novamente no 14º AACTA Awards.
Em 2023, James lançou uma versão em podcast de Kinky History, produzida via DM Podcasts. Ela também apareceu em podcasts, incluindo I Don't Know About That de Jim Jefferies e The Hookup de Triple J.

### Escrita
Quando adolescente, James publicou vários romances por conta própria antes de escrever a novela Honeyflower and Pansy em 2012, que foi inicialmente escolhida pela editora americana Astrea Press, que assinou um contrato de cinco anos com James, de 17 anos. A novela acabou sendo publicada eletronicamente pela Clean Reads em 2015, assim como seu segundo romance, The Awakening, em 2017.[carece de fontes?]
James foi uma das 30 melhores escritoras na Competição de Escritores Emergentes da SBS 2020 e, portanto, foi apresentada na antologia da competição, Roots: Home is Who We Are. Seus artigos, poemas e contos apareceram nas publicações estudantis Farrago, Lot's Wife, Judy's Punch e Rabelais, e nos veículos de mídia Archer, Hecate The Sydney Morning Herald e The Conversation. Por seu trabalho com o último, ela e o editor Patrick Lenton foram indicados conjuntamente para o Prêmio Walkley de Excelência em Jornalismo de 2022.
Em novembro de 2022, a Pantera Press, de John M. Green anunciou que havia adquirido os direitos mundiais do próximo livro de James, Kinky History: The Stories Behind Our Intimate Lives, Past and Present, e o publicaria para lançamento em outubro de 2023.

## Educação e vida pessoal
James concluiu seu doutorado em Estudos de Inglês e Teatro na Escola de Cultura e Comunicação da Universidade de Melbourne em 2024. Sua tese de doutorado se concentrou na história da pornografia e do erotismo literário do século XVIII ao início do século XX. Seu foco acadêmico foi inicialmente na história da religião antes de mudar para a sexualidade.
Antes da universidade, James cresceu no subúrbio de Mordialloc e frequentou o Beaconhills College. Ela é filha da Dra. Susan James, uma bolsista de extensão na escola de matemática e estatística da Universidade de Melbourne; as duas colaboraram em Kinky History e SexTistics. James também tem um irmão com autismo não verbal de alta necessidade e epilepsia, de quem ela é a principal cuidadora; ela também foi diagnosticada com autismo quando adulta. Ela e seu namorado, Nicolas Muniz-Saavedra, começaram a namorar pouco antes do confimaneto de COVID-19. Ela é bissexual, tendo se assumido no final de seus estudos de graduação.
James tem se manifestado abertamente sobre uma série de questões sociais. Ela participou de um protesto pelos direitos ao aborto em Melbourne em 2019 e discursou em outro em 2022, realizado após a aparente anulação de Roe v. Wade nos Estados Unidos. Em 2024, Esmé fundou a campanha Let's Get Explicit, que provocou conversas sobre a violência contra as mulheres na Austrália.

### Livros de não ficção
- Kinky History: The Stories Behind Our Intimate Lives, Past and Present (agosto de 2023, Pantera Press)
- Kinky History: A Rollicking Journey through Our Sexual Past, Present, and Future (junho de 2024, TarcherPerigee)

### Romances
- Honeyflower and Pansy. Clean Reads (13 de abril de 2015). ASIN B00W30OOP2
- The Awakening. Clean Reads (6 de novembro de 2017). ASIN B0777HGZ53

### Contos
- "Helium Boy" (2017), publicado em Farrago
- "Our Lullaby" (2021), publicado em Roots; Home is Who We Are: Voices from the SBS Emerging Writers' Competition. Hardie Grant Press. ISBN 9781743797815

### Artigos
- "Eating Ourselves Into Extinction". Farrago (29 de março de 2017)
- "The History of the Dildo". Farrago (11 de agosto de 2019)
- "Venus in Furs: The Enslaved Dominatrix of the Nineteenth Century". Judy's Punch (29 de outubro de 2019)
- "Kink tales: When my best friend became my Sub". Archer (5 de novembro de 2019)
- "Celebrating Enigmas: Re-Examining Gertrude Stein's Relationship to the Literary Canon". Hecate, Vol. 46, Números 1-2 (1 de maio de 2020)
- "Ethical porn: The socially conscious pervert". Archer (28 de maio de 2020)
- "Did everyone in Bridgerton have syphilis? Just how sexy would it really have been in Regency era London?". The Conversation (12 de abril de 2022)
- "AThe explosive history of the 2,000-year-old Pompeii ‘masturbating’ man". The Conversation (14 de junho de 2022)
- "Pornography, the devil and baboons in fancy dress: what went on at the infamous historical Hellfire Club". The Conversation (30 de junho de 2022)
- "The long and satisfying 28,000-year history of the dildo". The Conversation (22 de fevereiro de 2023).
- "The foot scene in House of the Dragon was upsetting, but it's nothing compared to the real history of the fetish". The Conversation (25 de outubro de 2022)
- "After 10 years of swiping right, what have we gained from Tinder?". The Sydney Morning Herald (6 de setembro de 2022)

### Poesia
- "The Short and Melancholy Tale of Ghost Boy and His Ever-Vanishing Dream". Farrago, abril de 2017
- "The Picnic". Farrago, junho de 2017
- "A Union". Farrago, abril de 2018
- "Slug". Farrago, abril de 2019
- "autumn". Lot's Wife, setembro de 2019
- "winter". Lot's Wife, setembro de 2019
- "pearl". Judy's Punch, novembro de 2019
- "Consummation". Lot's Wife, maio de 2020
- "Sunday". Lot's Wife, agosto de 2020
- "5:38pm on the Balcony". Rabelais, agosto de 2020
- "The Master Builder". Judy's Punch, novembro de 2020
- "My Nan Plays Piano". Judy's Punch, novembro de 2020

## Prêmios
- Nomeação para o Prêmio Escolha do Público, Melhor Criador Digital, Prêmio AACTA, 2025.[37]
- Vencedor do prêmio Next of the Best da Mediaweek, Digital Talent, 2024.
- Estrela em ascensão, Prêmio de ex-alunos de artes, Universidade de Melbourne, 2023.
- Nomeação para o Prêmio Escolha do Público, Melhor Criador Digital, Prêmio AACTA, 2022.[16]
- Nomeação para o Prêmio Walkley, "Headline, Caption, or Hook", 2022 (nomeação conjunta com o editor Patrick Lenton)[25]